# Zoo Shanghai
Koordinaten: 31° 11′ 44″ N, 121° 21′ 32″ O

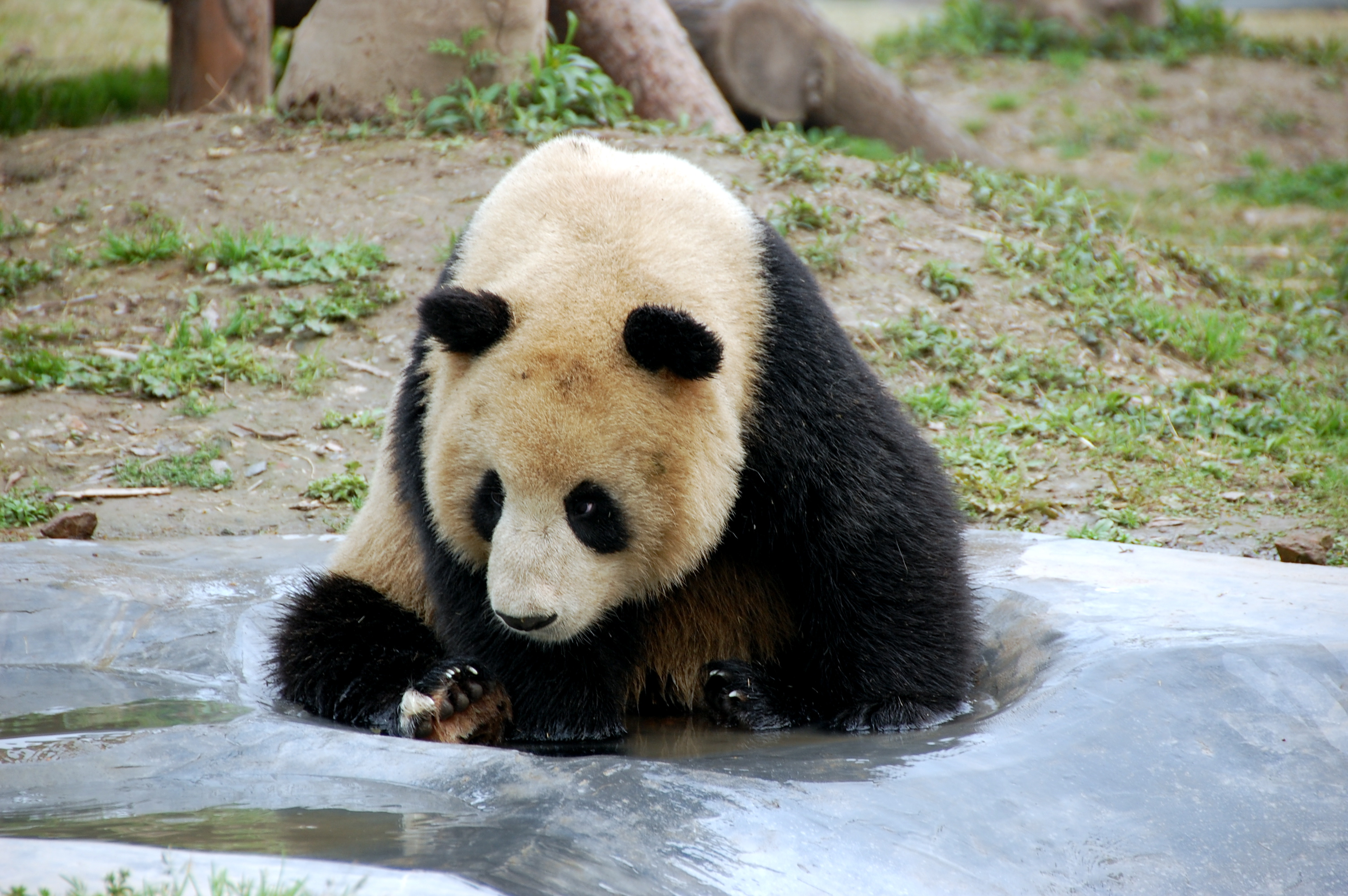
Großer Panda im Zoo Shanghai, das Nationaltier der Volksrepublik China

Der Zoo Shanghai (chinesisch 上海动物园), auch als Shanghai Zoological Park bekannt, ist ein Zoo im Changning District in der chinesischen Großstadt Shanghai.

## Geschichte
Der Zoo Shanghai wurde 1954 auf dem Gelände eines ehemaligen Golfplatzes eröffnet. 1987 wurde eine Aufzuchtstation für bedrohte Tierarten angelegt, in der gefährdete Arten, beispielsweise die Goldstumpfnase (Rhinopithecus roxellana), gezüchtet werden. In den folgenden Jahren wuchs der Tierbestand und damit stieg auch das Publikumsinteresse. Im Jahr 1998 wurden bereits 2.367.200 Besucher gezählt. Als Hauptattraktion erwies sich die Ausstellung von Großen Pandas (Ailuropoda melanoleuca), dem symbolträchtigen Nationaltier der Volksrepublik China. Die Pandas leben in einer geräumigen Anlage, die mit klimatisierten Innenräumen ausgestattet ist. Die Besucher sehen die Tiere durch große Glaswände. Die großzügig gestalteten Freianlagen sind mit Klettermöglichkeiten und Ruhebereichen für die Pandas ausgestattet. Weitere Freianlagen für unterschiedliche Tiergruppen wurden in das parkartige Gelände des ehemaligen Golfplatzes integriert und auch fast alle der bereits vorhandenen 8000 Bäume sowie weitere Pflanzen blieben erhalten. Ein Schmetterlingshaus mit einer großen Freiflughalle gilt als eines der größten Gebäude dieser Art weltweit.

## Tierbestand
Im Zoo Shanghai werden Säugetiere, Reptilien, Amphibien, Fische, Vögel sowie Insekten aller Kontinente in über 6000 Exemplaren gezeigt. Nachfolgende Bilder zeigen einige ausgewählte Tierarten aus dem Bestand des Zoos der Jahre 2011 bis 2015.

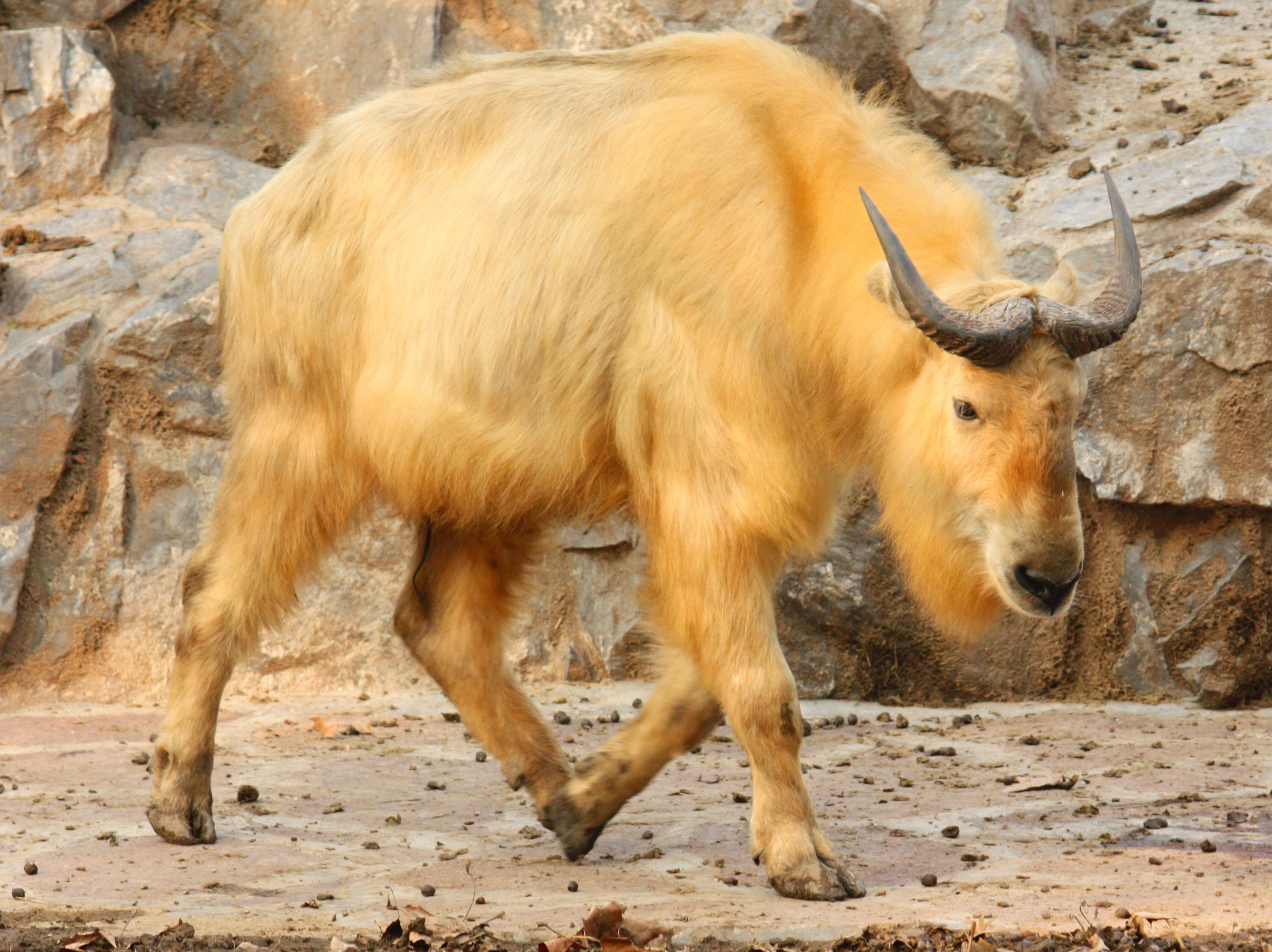
Goldtakin (Budorcas bedfordi)
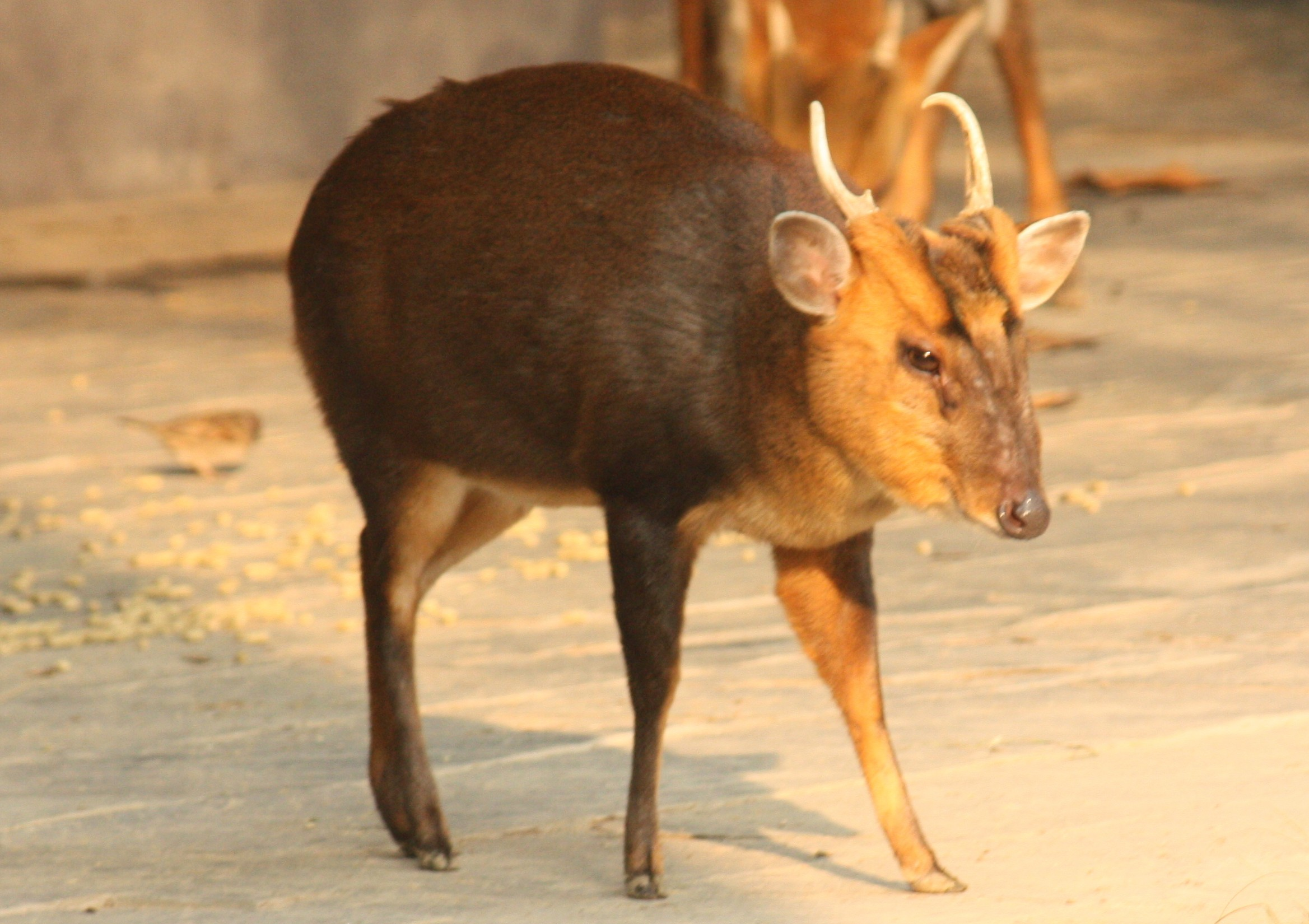
Chinesischer Muntjak (Muntiacus reevesi)
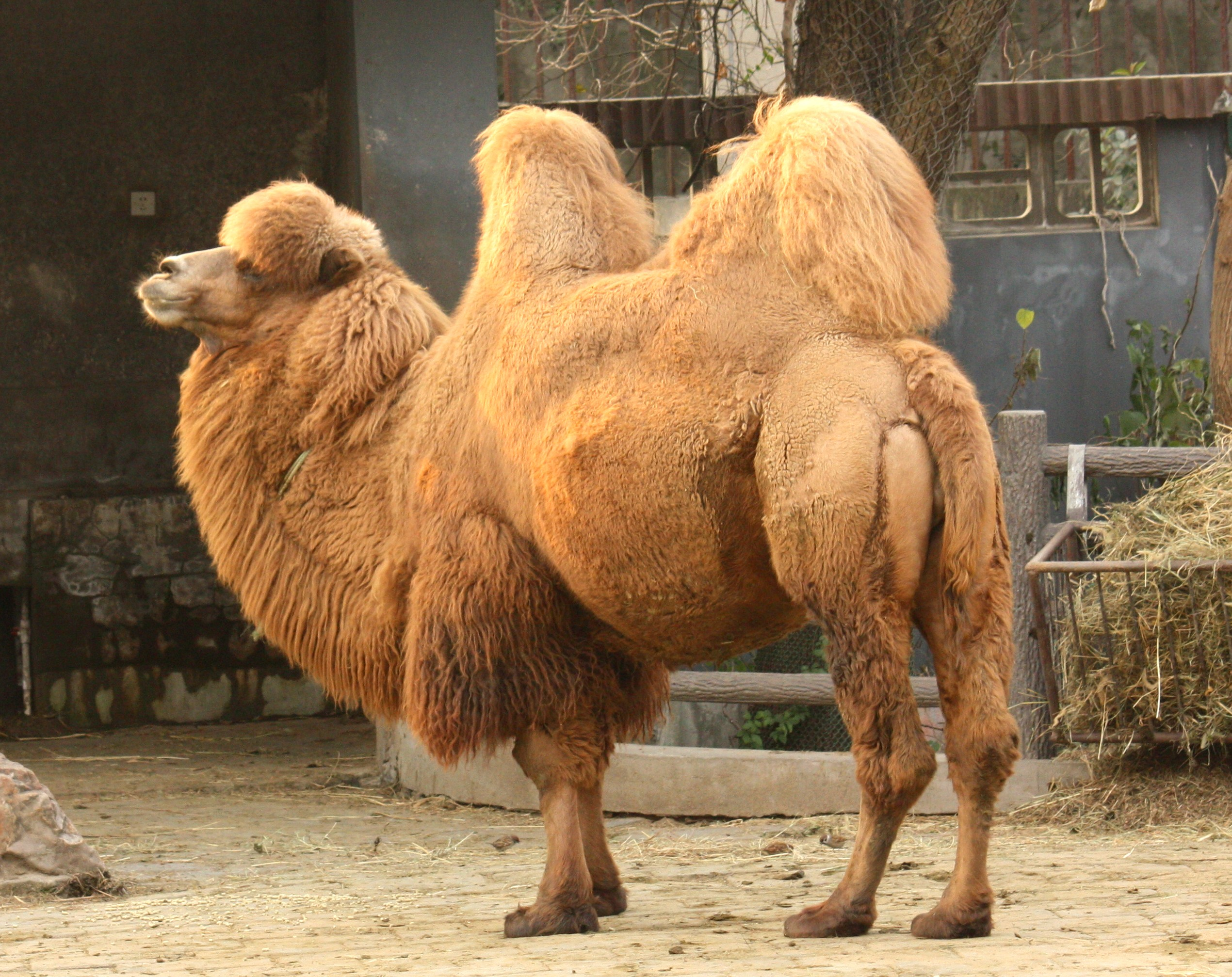
Trampeltier (Camelus ferus)
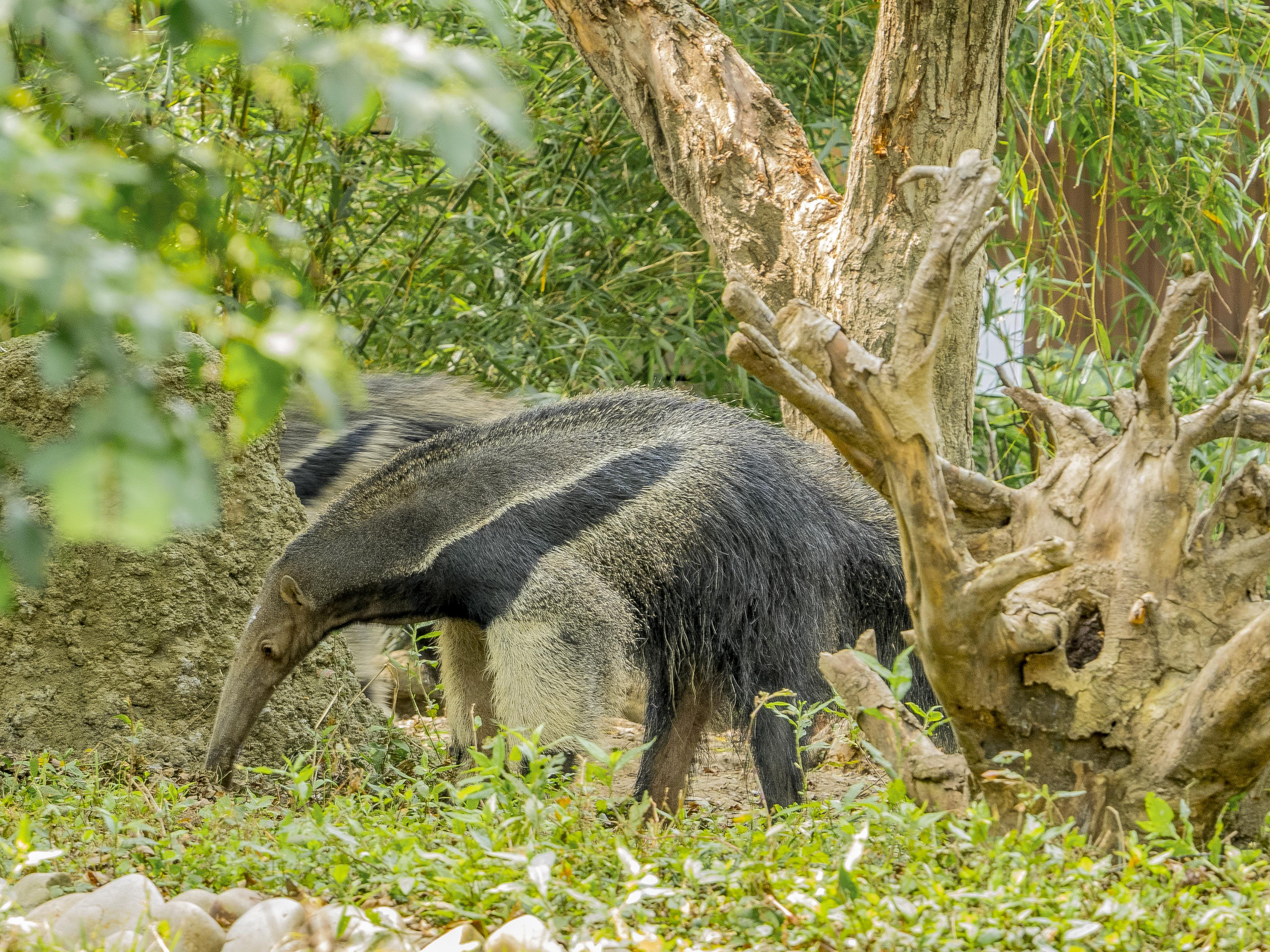
Großer Ameisenbär (Myrmecophaga tridactyla)
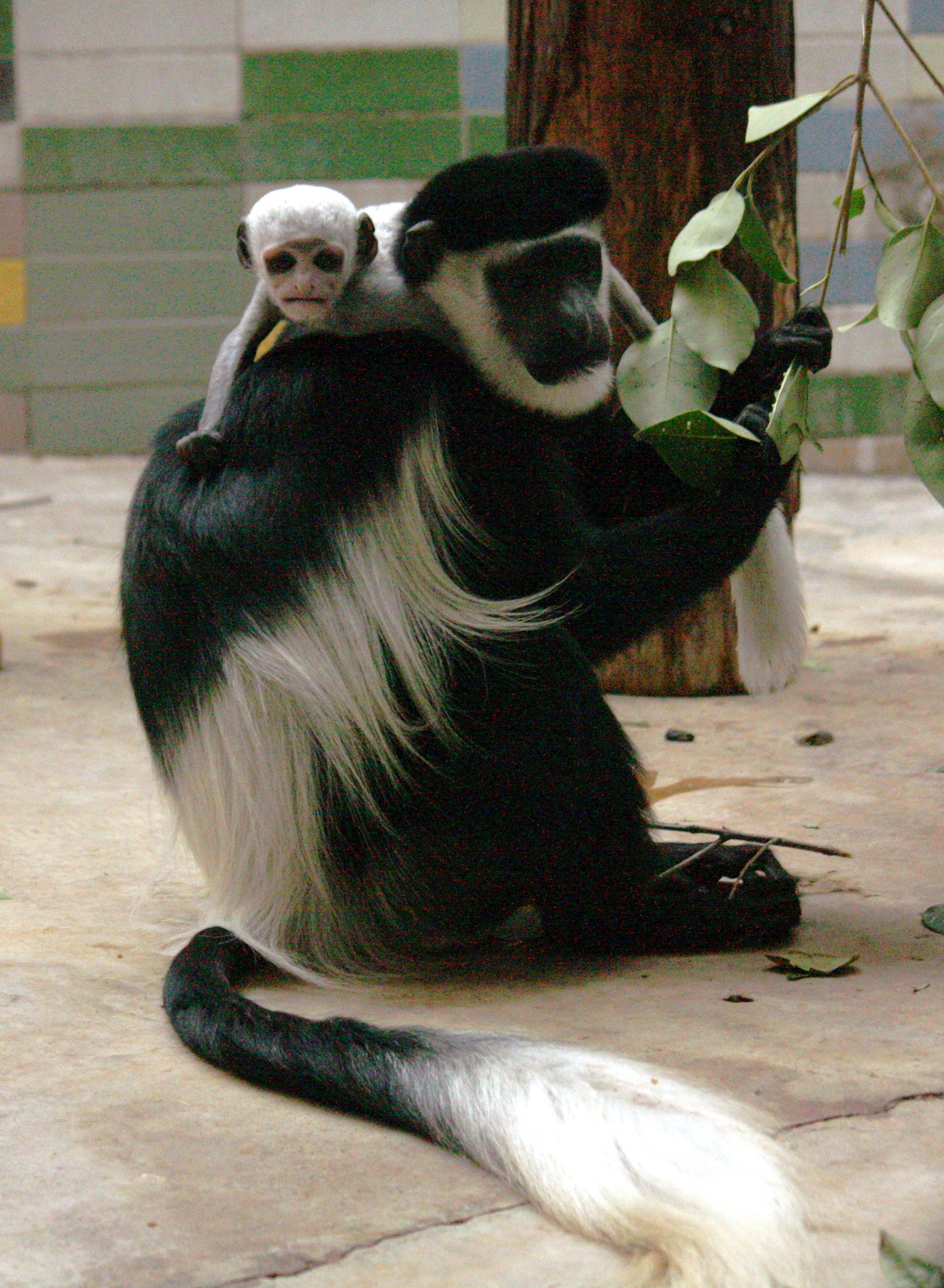
Mantelaffe mit Jungtier (Colobus guereza)
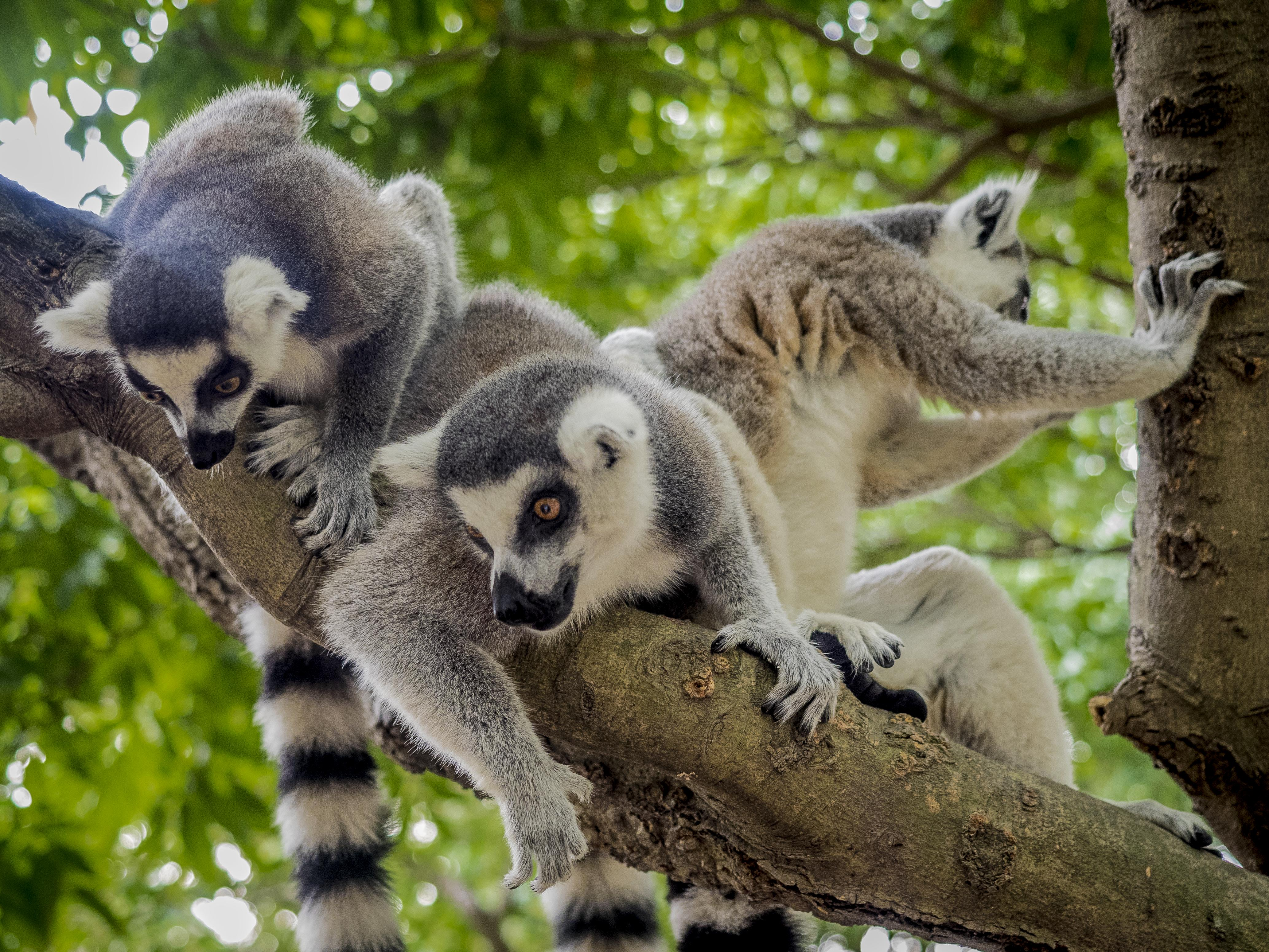
Kattas (Lemur catta)
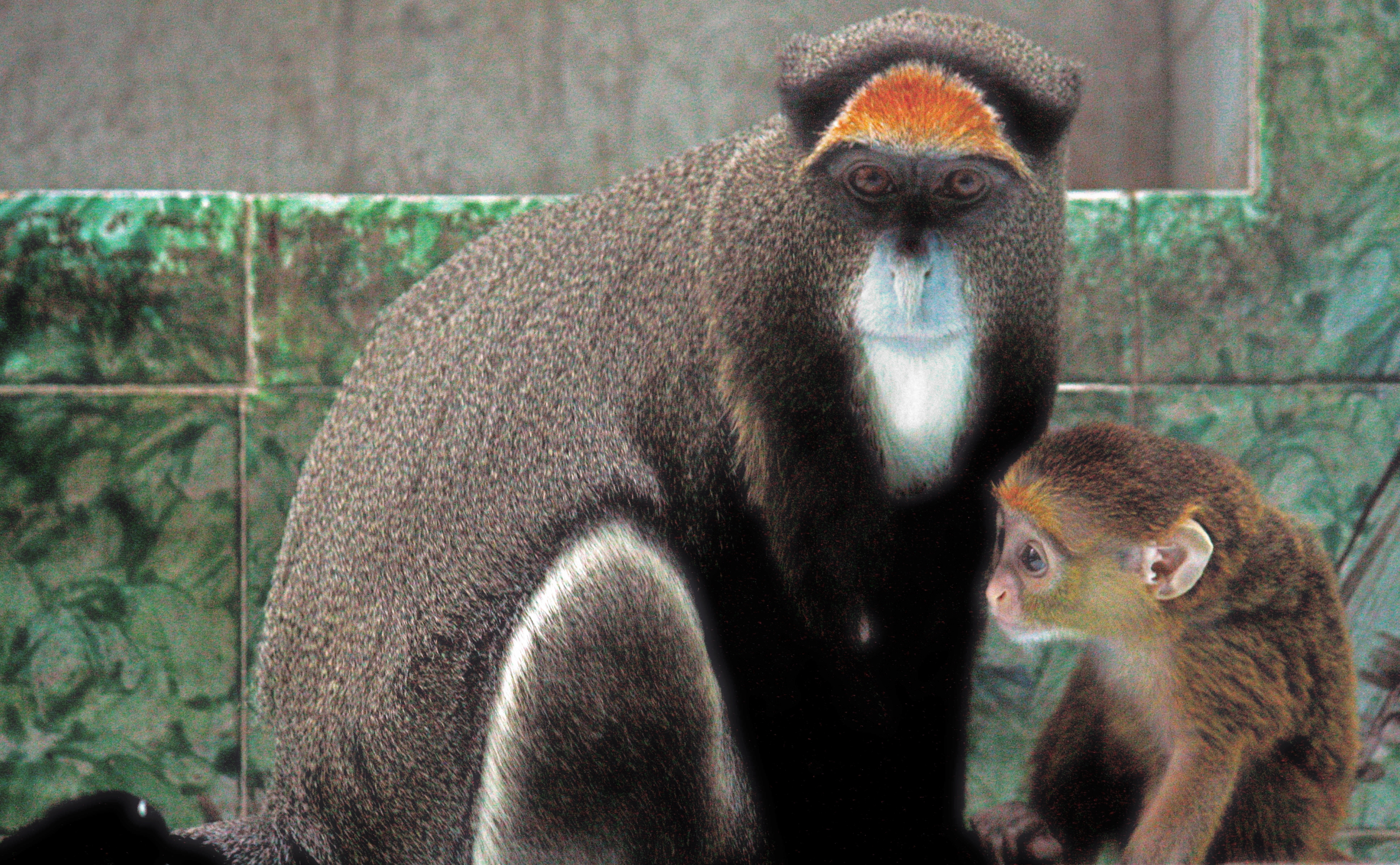
Brazzameerkatze mit Jungtier (Cercopithecus neglectus)
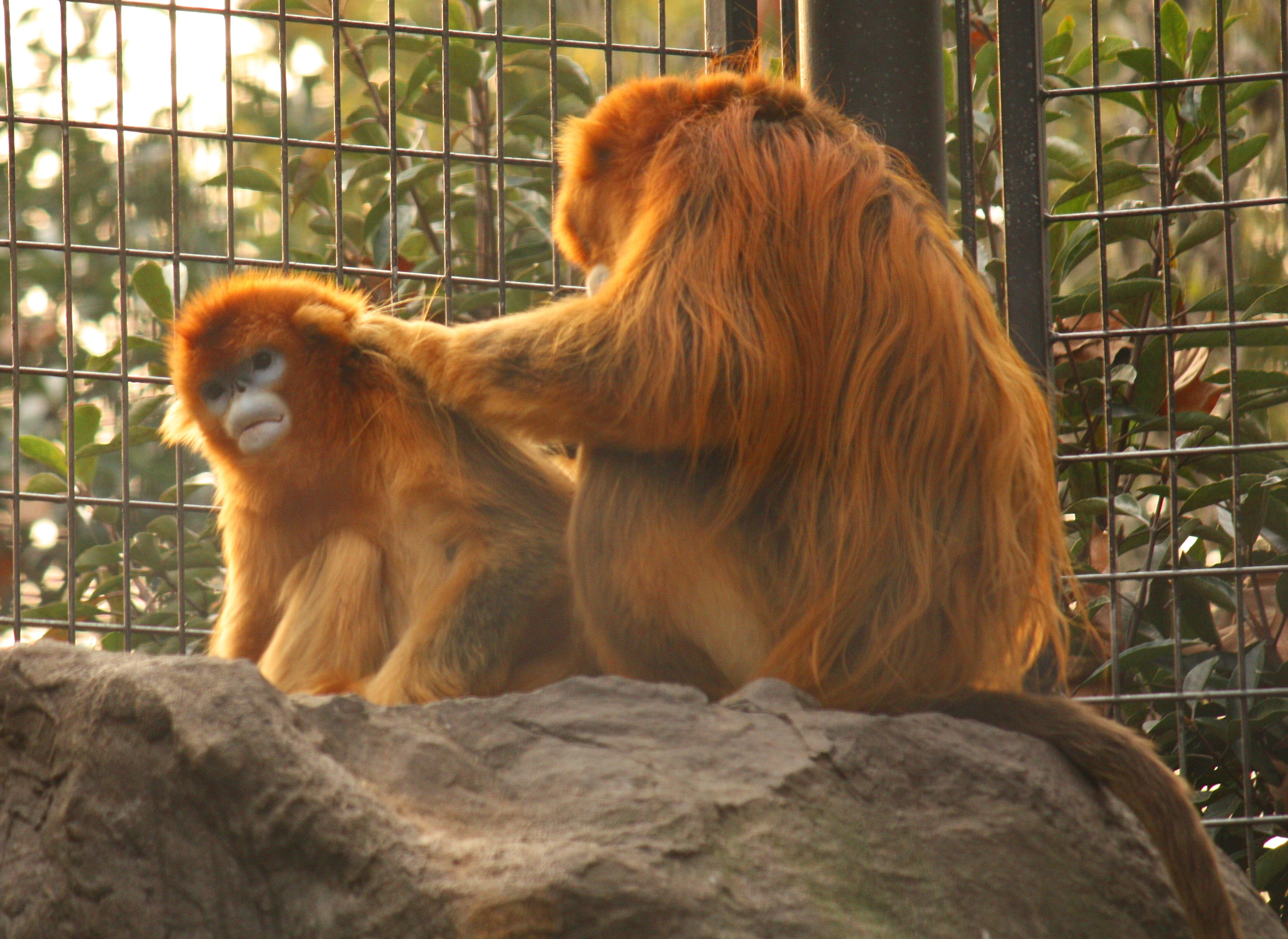
Goldstumpfnasen (Rhinopithecus roxellana)

## Sondereinrichtungen und Sonderprogramme
Der Zoo Shanghai beteiligt sich an vielen Programmen, die den Natur- und Artenschutz betreffen, und richtet auch selbst im Zoo diesbezügliche Veranstaltungen wie Diskussionen, Workshops, Seminare und Vorträge aus. In nahezu jeder Woche wird dazu ein anderes faunistisches Thema gewählt, an dem sich die Besucher aktiv beteiligen sollen. Der Zoo legt Wert darauf, im Besonderen Kinder anzusprechen und für die Natur zu interessieren. Dazu wurde beispielsweise das Programm „Kinder malen Schmetterlinge“ durchgeführt. Ein weiteres Programm betraf einen Wettbewerb, in dem die besten Wildtierfotos prämiert wurden. Um die Besucher über das Leben der Vögel zu informieren, wurde die Veranstaltung „Das Mysterium der Federn“ organisiert. Der Zoo beschäftigt außerdem viele Freiwillige, in erster Linie Studenten, die den Touristen mit kostenlosen Erklärungen über die Tierwelt zur Verfügung stehen und dadurch zur Wissensbildung beitragen und helfen, das Verständnis der Touristen für die Natur zu verbessern. Der Zoo Shanghai ist auch in der Ausbildung zur Haltung und Pflege von Tieren aktiv.